# Honoré Joseph Antoine Ganteaume
Honoré Joseph Antoine Ganteaume (* 13. April 1755 in La Ciotat, Département Bouches-du-Rhône; † 28. September 1818 in Aubagne) war ein französischer Admiral.

## Leben und Wirken
Mit vierzehn Jahren kam Ganteaume zu seinem Vater, der als Kapitän sein eigenes Schiff segelte. Unter dessen Befehl blieb er bis 1781 und segelte dabei einige Zeit im Auftrag der Mississippi-Kompanie. 1779 ließ er sich zusammen mit seinem Vater und dessen Schiff „Le Fier Rodrigue“ von der französischen Marine anheuern. Sie eskortierten einen Konvoi von Admiral Toussaint-Guillaume Picquet de la Motte nach Nordamerika. Anschließend standen sie unter dem Befehl von Charles Henri d’Estaing und kämpften im Amerikanischen Unabhängigkeitskrieg u. a. vor Grenada (6. Juli 1779) und Savannah (September/Oktober 1779).
Nach dem Frieden von Paris (3. September 1783) wurde ihnen per königlichem Dekret wieder erlaubt, ihre wirtschaftlichen Interessen wahrzunehmen. 1783 wurde ihr Schiff anlässlich einer Fahrt für die Mississippi-Kompanie von der Royal Navy aufgebracht und Ganteaume zusammen mit seinem Vater gefangen genommen.
Nach seiner Freilassung kehrte er nach Frankreich zurück und trat im Rang eines Lieutenants in die französische Kriegsmarine ein. Bei Ausbruch der Revolution 1789 konnte er sich schon bald durch Tapferkeit auszeichnen und kam 1794 als Capitain in den Stab von Admiral Louis Thomas Villaret de Joyeuse. Unter dessen Kommando kämpfte er u. a. in der Seeschlacht am 13. Prairial (1. Juni 1794) und wurde mehrfach verwundet.
Nach einer weiteren Beförderung wechselte er in den Stab von Admiral Pierre Martin und nahm unter dessen Befehl u. a. bei der Schlacht bei den Hyerischen Inseln (13. Juli 1795) teil.
Ende 1797 begannen für Ganteaume einige Monate Patrouillendienst an den Küsten Frankreichs, er konnte aber im Mai des darauffolgenden Jahres als Stabschef bei Admiral François-Paul Brueys d’Aigalliers reüssieren. Als Napoleon Bonaparte 1798 seinen Feldzug nach Ägypten plante, nahm auch Ganteaume unter Brueys d’Aigalliers' Führung daran teil. In der Seeschlacht bei Abukir (1./2. August 1798) konnte sich Ganteaume ebenso auszeichnen, wie bei den Kämpfen vor Jaffa (März 1799) und Akkon (März/Mai 1799).
Im August 1799 brachte Ganteaume Napoleon samt seinem Stab sicher wieder nach Frankreich zurück. Nach dessen Putsch (9. November 1799) berief er Ganteaume ins Marineministerium und berief ihn zum Staatsrat. 
1802 wurde Ganteaume von Napoleon beauftragt, Truppen zur Verstärkung von General Charles Victoire Emmanuel Leclercs Expeditionsheer nach Saint-Domingue (Haiti) zu bringen.
1808 ernannte man Ganteaume zum Generalinspekteur aller Küsten und als wichtiges Mitglied der Admiralität war Ganteaume für kurze Zeit auch Marineminister.
Nach Napoleons Abdikation und dem Vertrag von Fontainebleau (11. April 1814) stellte sich Ganteaume an die Seite König Ludwig XVIII. Während Napoleons Herrschaft der Hundert Tage blieb er an der Seite der Bourbonen. Nach der Schlacht bei Waterloo (18. Juni 1815) und Napoleons endgültiger Abdankung widmete sich Ganteaume mehrheitlich politischen Aufgaben. Eine seiner letzten Aufgaben war das Kriegsgerichtsverfahren gegen Marschall Michel Ney, in dem er sich am 6. Dezember 1815 für die Todesstrafe aussprach.
Kurze Zeit später zog sich Admiral Ganteaume ins Privatleben zurück und ließ sich in Aubagne nieder.

## Ehrungen
- 1805 Großkreuz der Ehrenlegion
- 1810 baron de l’Émpire
- 1814 Ordre royal et militaire de Saint-Louis
- 1815 Pair von Frankreich